# Tommy Hannan
Tommy Hannan (n. 14 ianuarie 1980, Baltimore, America Britanică⁠(d), Regatul Marii Britanii) este un înotător american, medaliat olimpic. A participat la o ediție a Jocurilor Olimpice (2000) în care a câștigat două medalii de aur.